# Cajolá
Cajolá ist eine ca. 20.000 Einwohner zählende Stadt im Departamento Quetzaltenango im Südwesten Guatemalas. Das Gebiet um die Stadt gehört zu einer Wasserscheide zwischen dem Río Grijalva, dem Río Usumacinta und dem Río Motagua.

## Lage
Cajolá liegt ca. 5 km nördlich der Panamericana in einem ca. 2500 m hoch gelegenen Talkessel der Sierra Madre de Chiapas ca. 215 km (Fahrtstrecke) nordwestlich von Guatemala-Stadt; nächstgelegene Großstadt ist Quetzaltenango (ca. 15 km südöstlich). Nördlich der Stadt entspringt der Río Cuilco, der in nordwestlicher Richtung nach Chiapas fließt und schließlich in die La-Angostura-Talsperre mündet.

## Bevölkerung
In der von Abwanderung betroffenen Stadt überwiegen Ladinos, in der ländlichen Umgebung leben vornehmlich Mam-Maya. Man spricht Mam und Spanisch.

## Geschichte
Cajolá wurde in den 1520er Jahren von den Truppen der spanischen Konquistadoren Pedro und Gonzalo de Alvarado gegründet; sie nannten den Ort Santa Cruz de Cristo.

## Sehenswürdigkeiten
Die schmucklose Fassade der Iglesia de Santa Cruz ist zweitürmig. Das Kircheninnere ist dreischiffig; das Joch vor dem Altar ist überkuppelt.

## Wirtschaft
Die Landwirtschaft bildet das wirtschaftliche Rückgrat der Gemeinde. Ansonsten finden sich zahlreiche Webereien, die die typischen bunten Trachtenstoffe herstellen.